# Sigismund von Schlichting
Wilhelm Lorenz Sigismund von Schlichting (né le 3 octobre 1829 à Berlin et mort le 22 octobre 1909 à Herischdorf) est un général d'infanterie prussien ainsi qu'un historien militaire et écrivain militaire. Il est considéré comme l'un des théoriciens militaires de « l'art opératif » qui émerge avant la Première Guerre mondiale, c'est-à-dire la théorie des actions des divisions, corps d'armée, armées, groupes d'armées ou les fronts.

## Biographie

### Origine
Sigismund est issu de la famille noble von Schlichting et ses parents sont le général d'infanterie Eduard Karl Lorenz von Schlichting (1794-1874) et directeur de l'Académie de guerre de Berlin et son épouse Emilie Friederike Sophie Elisabeth, née von Warburg (1803-1887).

### Carrière militaire
Schlichting étudie aux maisons des cadets de Wahlstatt et de Berlin, puis entre le 22 avril 1847 dans le 7e régiment de grenadiers de l'armée prussienne en tant que porte-enseigne. Il n'étudie pas à l'Académie de guerre, mais à l'Université rhénane Frédéric-Guillaume de Bonn et l'Université de Göttingen. En 1861, Schlichting est promu capitaine. En 1866, il participe à la guerre contre l'Autriche. Il est alors promu major et détaché à l'état-major général. En 1870, il commande un bataillon du 63e régiment d'infanterie dans la guerre contre la France. Avec ce dernier, il prend part au siège de Paris, combat à Chevilly et Villejuif et reçoit la Croix de fer de 2e classe
De 1872 à 1874, Schlichting est chef d'état-major du 7e corps d'armée stationné à Munster. Le 2 septembre 1873, il est promu colonel et le 27 octobre 1874 nommé commandant du 3e régiment de grenadiers de la Garde. Ensuite, Schlichting est chef d'état-major général du Corps de la Garde à partir du 12 mars 1878. Le 1er juin 1885, Schlichting est nommé commandant de la 1re division de la Garde. Il quitte ce commandement le 9 août 1888 et est ensuite général commandant du 14e corps d'armée à Karlsruhe.
Schlichting est mis à disposition le 2 janvier 1896 avec maintien à la suite du 109e régiment de grenadiers (de) avec pension. Il décède le 22 octobre 1909 et est enterré trois jours plus tard, le 25 octobre, dans la crypte Zieten à Bad Warmbrunn.

### Famille
Le 15 novembre 1860, il épouse à Breslau Maria Johann Nepomucena Leopoldine Josephine Hedwig comtesse von Zieten (née le 5 février 1838 et morte le 2 juillet 1923), fille de Karl Leopold von Zieten (1802-1870) et d'Ernestine von Schaffgotsch (1805-1846). Le couple a plusieurs enfants dont :
- Hedwig Marie Fredrike Alexandrine Leopoldine Agnes (née le 29 octobre 1861), matrone à l'hôpital d'Eppendorf et fondatrice de l'Association des sœurs allemandes
- Sigismond Wilhelm Lorenz (né le 13 juin 1863 et mort en 1911), capitaine, officier ottoman, assassiné à Constantinople, marié avec Ada von Warburg (née le 29 juillet 1865)
- Emilie Mathilde Agnes Cäzilie Hedwig (née le 4 septembre 1864) mariée en 1892 avec Richard von Funck (1841-1906), général d'infanterie
- Joachim Léopold (né le 13 juin 1866 et mort en 1952), lieutenant marié avec Antonie Leopoldine August von Froben (née le 19 décembre 1874)

## Décorations
- Ordre de la Couronne de 1re classe le 1er septembre 1887
- Grand-Croix de l'Ordre du Lion de Zaeringen le 21 août 1889
- Grand-Croix de l'Ordre de l'Aigle rouge avec feuilles de chêne le 18 janvier 1891
- Grand-Croix de l'Ordre de Berthold Ier le 2 mai 1892
- Grand-Croix de l'Ordre de la Couronne de Wurtemberg[1] le 18 juin 1892
- Grand-Croix de l'Ordre du Mérite grand-ducal de Hesse le 2 avril 1893
- Ordre de l'Aigle noir le 2 janvier 1896
- Grand-Croix de l'Ordre de la Fidélité le 3 février 1896

## Travaux
- Taktische und strategische Grundsätze der Gegenwart. 1887–1899, 3 Bände.
- Moltke und Benedek. 1900.
- Moltkes Vermächtnis. 1901.